# صنعت چرم ایران

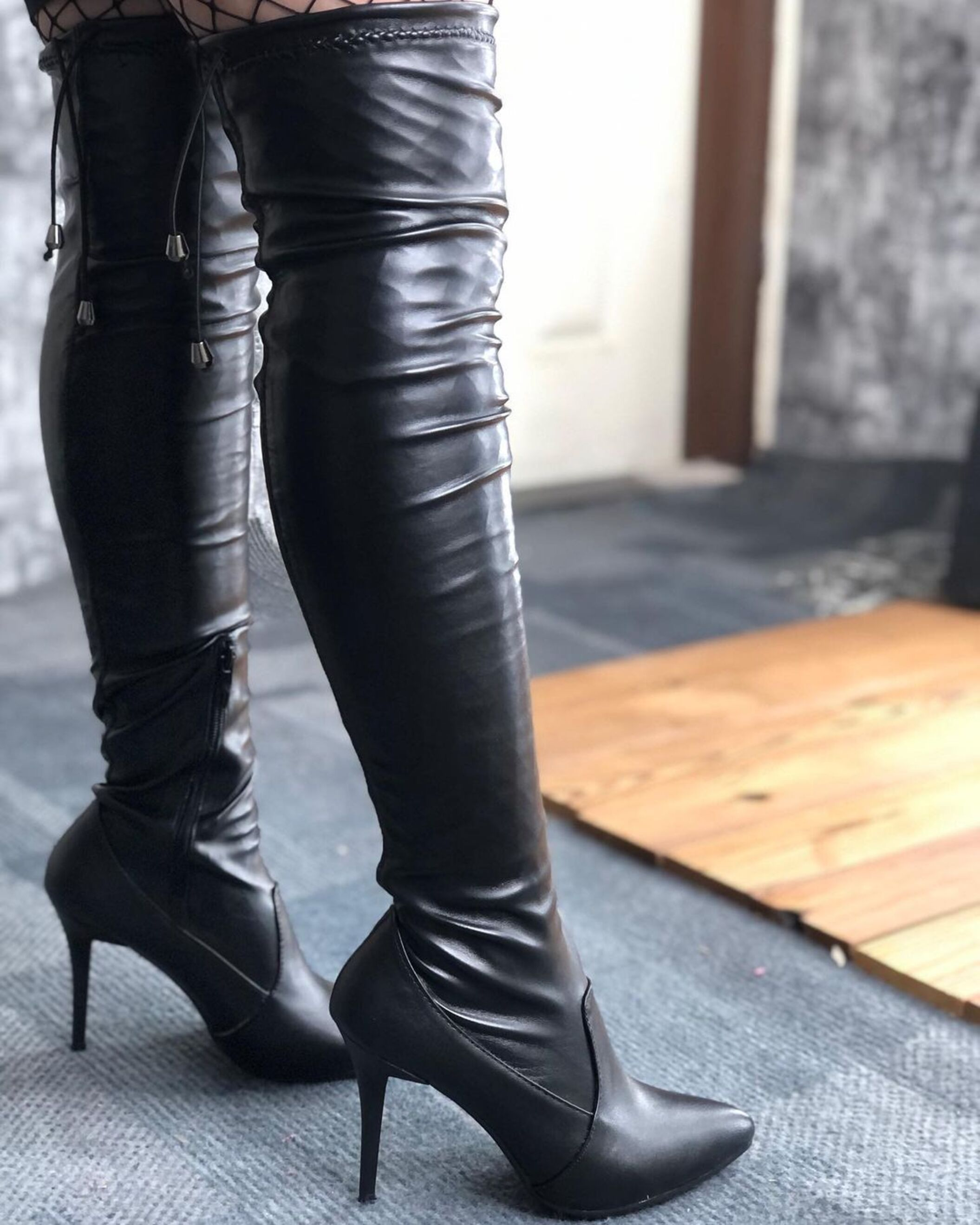
یک مدل ایرانی با چکمه چرمی ساخت ایران. ایران نیازمند توسعه فناوری برای صادرات است.

صنعت چرم ایران در دوران پهلوی یکم وارد دوران مدرن خود شد. با وجود سابقه طولانی این صنعت در ایران و پتانسیل بومی در زمینه پوست دام، کالاهای ایرانی جایگاه قابل توجهی در بازارهای جهانی چرم به دست نیاورده‌اند؛ دست کم تا دهه ۲۰۲۰ میلادی.
بر پایه آماری در اواخر دهه ۲۰۱۰ میلادی، ایران با تولید ۱۸۰ میلیون جفت کفش چرمی، رده ۱۱ جهان و با مصرف ۱۸۰ میلیون جفت مصرف سالانه نیز جایگاه ۱۹ جهان و هفتم تولید کفش آسیا را پس از کشورهای چین، هند، ویتنام، اندونزی، پاکستان و بنگلادش در اختیار دارد. شهرهایی چون اراک، تبریز، تهران و همدان در تولید کالای چرمی ایرانی پرآوازه هستند. بخش قابل توجهی از این کالاهای تولیدشده توسط برندهای ایرانی، بوت و نیم‌بوت‌های چرمی زنانه، کفش چرمی مردانه یا کیف بوده‌اند. نیروی کار قابل توجهی استخدام مستقیم این بخش در ایران هستند. عدم به‌روزرسانی دانش و تجهیزات و تحریم‌های اقتصادی، چالش‌های جدی این صنعت در ایران بوده‌اند. با این حال در دوره‌هایی، به دلیل ضعف کشورهای همسایه در تولید پوشاک زنانه، ایران توانسته است در زمینه صادرات گونه‌هایی از چکمه زنانه به موفقیت‌های کوتاه‌مدت برسد.

## پیشینه
پیشینه چرم در ایران دست کم به دوران هخامنشی می‌رسد. هنگامی که گونه‌هایی از چکمه‌های نسبتاً پیچیده چرمی پای زنان و مردان ایرانی می‌بود و در برخی آثار هخامنشی به آنان اشاره شده است.
در دوره صفویه  به گفته اولئاریوس اشیا چرمی و چرم ساغری در قزوین و تیماج‌های الوان درتبریز  ساخته می‌شد. و این مصنوعات به به کشورهای غربی صادر می گردید. در آن دروان تبریز مرکز اصلی صادرات ایران به اروپا محسوب میشد. کمپفر در سفرنامه خود از کفش‌دوزخانه‌ و پوستین‌دوزخانه‌ سلطنتی نام برده است.  
در دوران پهلوی اول، شرکت‌های آلمانی شروع به سرمایه‌گذاری در صنعت چرم ایران کردند. در نتیجه، کارخانه چرم خسروی و برخی دیگر، در سال ۱۹۳۱/۱۳۱۰ (تقویم ایران: ۱۳۱۰) با ۵۳۳ کارگر در تبریز ساخته شدند که کارخانه نام‌برده شده، بزرگ‌ترین و مدرن‌ترین کارخانه آن دوره بود. پس از جنگ جهانی دوم، در دوران پهلوی دوم، این صنعت با کارخانه‌هایی بیشتر در جنوب تهران (شهر ری) و تبریز شروع به توسعه و پیشرفت کرد. اینها عمدتاً شرکت‌های خصوصی بودند که می‌توانستند ماشین‌آلات غربی را عمدتاً از آلمان و ایتالیا وارد کنند. استفاده از محصولات شیمیایی غربی در فرایند چرم‌سازی نیز باعث افزایش کیفیت چرم ایرانی شده بود.
در دهه ۱۹۷۰ میلادی، صنعت چرم یکی از پرسودترین پیشه‌ها در ایران بود. پیش از انقلاب ۱۹۷۹، ایرانیان قادر به ساخت برخی از ماشین آلات، مانند جعبه‌دنده برای طبل‌های مورد استفاده برای شستن چرم بودند. در دهه‌های ۱۳۴۰ و ۱۳۵۰، بخش‌های پیشرفته فرآوری چرم و دباغی نوین در سراسر ایران ایجاد گردید. پس از انقلاب ایران در سال ۱۳۵۷، صنعت چرم ایران دچار توقفی ناگهانی گردید. به صورت کلی، پس از انقلاب ۱۹۷۹، تحریم‌ها علیه ایران صنعت چرم را تحت تأثیر قرار دادند. در نتیجه این تحریم‌ها، برخی از شرکت‌های شیمیایی ایرانی شروع به تولید محصولات شیمیایی برای این صنعت کردند و سازندگان ماشین آلات فرآوری چرم نیز توسعه یافتند اما امکان رقابت جهانی، از صنعت چرم ایران گرفته شد. اگرچه همچنان پتانسیل بومی خود را حفظ کرد. با این وجود، خام‌فروشی و ارزان‌فروشی یک عادت در صنعت چرم ایران پس از انقلاب بوده است.
در سال ۱۳۹۷ اعلام شد که گلستان در حال «برداشتن گام‌های جدیدی در حوزه صنایع وابسته به صنعت چرم است» و مشکلات این استان در زنجیره تأمین برای رسانه‌ها شرح داده شد.
گزارشی در سپتامبر ۲۰۲۳ می‌گفت که تورم در ایران و کاهش قدرت خرید مردم باعث شد که بیشتر مردم دیگر نتوانند کالاهای چرمی چون کیف و کفش چرم خریداری کنند، کشورهایی چون عراق دیگر به کالاهای چرم ایرانی علاقه ندارند و سیاست‌های دولت، باعث ضرر شدید این صنعت در ایران شده است. این گزارش به از دست رفتن بازارهای صادراتی ایران پرداخت و نوشت: «ایران در حالی که تا چند سال پیش از جمله صادرکنندگان چرم مرغوب طبیعی بود اکنون به واردکننده چرم مصنوعی بی‌کیفیت تبدیل شده است. تولیدکنندگان محصولات چرمی از جمله کیف و کفش ناچار هستند محصولاتی ارزانتر با توجه به قدرت خرید جامعه تولید کنند». همچنین بحران اقتصادی ایران و تحریم‌ها در این دوره، بانی این شدند که کیفیت مواد اولیه تولید صنعت کیف و مواد اولیه چرم ایران نیز کاهش یابند. تولیدکنندگان ایران در این دوران، توان به‌روزآوری و تغییر ماشین‌آلات خود را نداشتند و از ماشین‌های قدیمی ساخت چین بهره می‌بردند.

## تبلیغ و ترویج
تبلیغ کالاهای چرمی ایران بیشتر توسط شرکت‌های خصوصی مد و پوشاک در تهران، پایتخت این کشور، انجام شده است. در دهه ۱۳۹۰، بیشتر تبلیغات توسط مدلهای زن و برای چکمه‌های بلند یا نیم‌بوت زنانه بوده‌اند. در این دوره، اینترنت و شبکه‌های اجتماعی نیز در تبلیغ داخلی چرم ایرانی بسیار اثرگذار بوده‌اند.